# James Legge

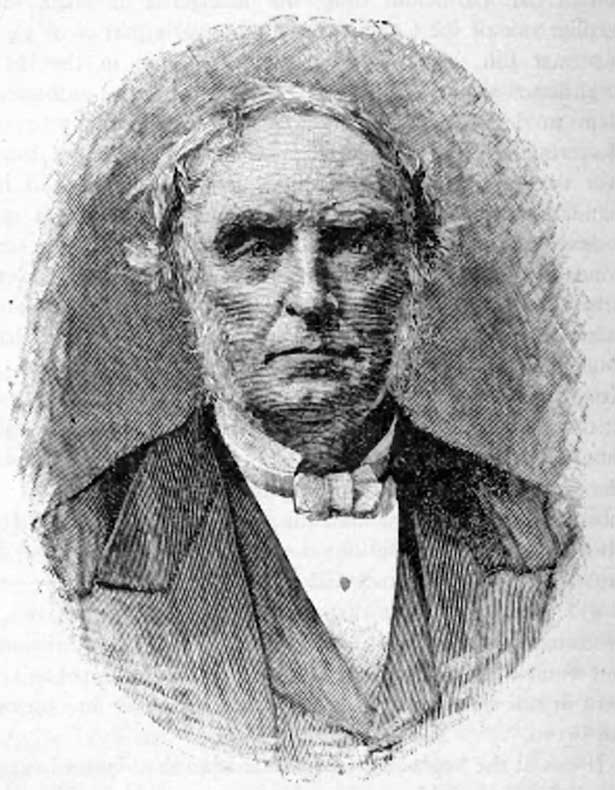
James Legge

James Legge (Aussprache: [dʒeɪmz lɛɡ]; * 20. Dezember 1815 in Huntly, Aberdeenshire, Schottland; † 29. November 1897 in Oxford) war ein britischer Sinologe und Übersetzer klassischer chinesischer Literatur und Philosophie.

## Leben
James Legge studierte am Kings College in Aberdeen und am Highbury Theological College in London. Nachdem er 1837/38 im Lesesaal des British Museum mit Chinesisch-Studien begonnen hatte, machte er sich 1839 auf den Weg in das Kaiserreich China. Er blieb jedoch unterwegs drei Jahre lang in Malakka, wo er das Anglo-Chinese College leitete, das die Ausbildung von jungen Chinesen und Engländern zur Missionsarbeit zum Ziel hatte. Das College wurde nach Hongkong verlegt und auch James Legge ging in die Kronkolonie, wo er dreißig Jahre verbrachte.
1841 begann er eine groß angelegte Übersetzung der konfuzianischen Klassiker, die er kurz vor seinem Tode beendete. Sein Berater bei der Übersetzung war Wang Tao, ein Anhänger der Taiping. Wang Tao war vor der Qing-Regierung nach Hongkong geflohen, wo er den schottischen Wissenschaftler Legge traf und ihm bei seiner monumentalen Übersetzung der „Fünf Klassiker“ des Konfuzianismus half.
1870 wurde Legge Ehrendoktor (LL.D) an der University of Aberdeen und 1884 an der University of Edinburgh. 1876 nahm er den für ihn neu geschaffenen Lehrstuhl für chinesische Sprache und Literatur an der University of Oxford an. Seit 1893 war er auswärtiges Mitglied der Königlich Niederländischen Akademie der Wissenschaften.

## Schriften
- The Life and Teaching of Confucius (1867)
- The Life and Teaching of Mencius (1875)
- The Religions of China (1880)
- The Sacred Books of China (SBE)
- The Chinese Classics